# نيغما
نيغما (بالروسية: Нигма) هو محرك بحث باللغة الروسية، بدء المشروع من قبل جامعة موسكو الحكومية (كلية علم النفس وكلية الرياضيات الحاسوبية والشبكات) وجامعة ستانفورد وكانت بداية العملية في عام 2005. يدعم المحرك بنية الكلمات الروسية للبحث عن معلومات ويحتوي خدمة آر إس إس ونظام التحليل العنقودي.

## روابط إنترنت
- الصفحة الرئيسية

1. ↑  وصلة مرجع: https://www.nigma.net.ru/info.html.